# Aislamiento térmico

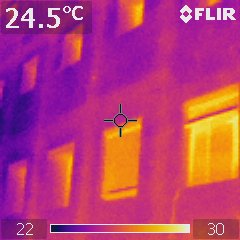
Pérdidas de calor a través de las ventanas y de los puentes térmicos de la estructura y persianas, con equipo de FLIR.

Aislamiento térmico es el conjunto de materiales y técnicas de instalación que se aplican en los elementos constructivos que separan un espacio climatizado del exterior o de otros espacios para reducir la transmisión de calor entre ellos. Asimismo se utiliza para reducir la transmisión de calor desde conducciones que transportan fluidos a distinta temperatura de la ambiente. También se aplica a la acción y efecto de aislar térmicamente.
Existen muchas situaciones en las que es conveniente reducir el flujo de calor en una dirección determinada. El caso más común es el aislamiento de edificios para minimizar las pérdidas de calor en invierno y las ganancias en verano, aunque existen otros muchos como el aislamiento de cámaras frigoríficas, de tuberías de distribución de líquidos calientes o fríos, de hornos y calderas y en general de todos aquellos aparatos, elementos o espacios, en los que se utiliza energía y en los que se necesita mejorar la eficiencia en su consumo.
El aislamiento térmico es la primera, más barata y más efectiva medida para el ahorro energético.

## Aislantes térmicos
Todos los materiales de construcción son aislantes, pero en este caso se utilizan los aislantes térmicos específicos que son aquellos que se caracterizan por su baja conductividad térmica. 
Se pueden clasificar, según su composición, en tres tipos de materiales:
- Minerales. Consiste en un entrelazado de filamentos de materiales pétreos que forman un tejido que mantiene entre ellos aire en estado inmóvil y ofrecen elevados niveles de protección frente al calor y el ruido. Se colocan en cubiertas, fachadas, suelos, falsos techos, divisorias, conductos de aire acondicionado, protección de estructuras, puertas, mamparas, cerramientos exteriores y forjados, tanto en edificación como en industria. Son materiales de porosidad abierta y se distinguen dos tipos de lanas minerales: la lana de vidrio y la lana de roca. Ambas provienen de materias primas naturales (la arena silícea conforma la lana de vidrio y la roca basáltica compone la lana de roca). https://afelma.org

- Celulares. Son materiales que se conforman en celdas cerradas o abiertas, por lo general formando tableros rígidos o flexibles, aunque también se pueden conformar in situ por proyección o riego. Sus características son; baja densidad, baja capacidad de calentamiento y resistencia a la compresión aceptable. Los más usados son el poliuretano y el poliestireno expandido.

- Granulares: Son pequeñas partículas de materiales inorgánicos aglomeradas en formas prefabricadas o utilizadas sueltas, como la perlita y la vermiculita.

- Orgánicos: Se trata de materiales orgánicos aglomerados, entre los que destaca diversos tipos de planchas de corcho aglomerado.

## Elección del aislante
A la hora de seleccionar el material, la propiedad principal a tener en cuenta, es la resistencia térmica, la durabilidad, la estabilidad dimensional, las prestaciones acústicas, reacción al fuego, y en general todas las características incluidas en el Marcado CE, obligatorio para estos productos. Todo ello hace, que al seleccionar un aislante haya que fijarse atentamente en sus propiedades, las cuales deben de estar reflejadas en la documentación que el fabricante debe, preceptivamente, acompañar al material y que son:
- Resistencia térmica: Se expresa en m².K/W. Es la capacidad de un material de oponerse al flujo del calor y se calcula como la razón entre el espesor del material y la conductividad térmica del mismo.
- Propiedades mecánicas: Estabilidad dimensional, resistencia a la compresión, resistencia a la flexión, resistencia a la tracción, rigidez dinámica y resistividad al flujo de aire.
- Absorción de agua: Puede expresarse en % de volumen de agua por volumen de material. Puede determinarse a largo plazo, a corto plazo o la transmisión de vapor de agua.
- Intervalo de temperaturas:  Ver si hay degradación de algún tipo a partir de determinadas temperaturas.
- Comportamiento químico:  Con el paso del tiempo pueden liberarse algunos compuestos químicos que pueden ser nocivos en algún aspecto.
- Estabilidad: Frente al fuego, a los agentes químicos y a los microorganismos.
- Reacción al fuego: Es el comportamiento de un material o producto al fuego en función de su contribución al desarrollo del mismo. Se clasifica mediante las Euroclases, que evalúan la combustibilidad del producto, la opacidad de los humos que produce y la caída de gotas o partículas inflamadas.
- Imputrescible: A la hora de elegir un aislante, es importante que este sea imputrescible, es decir, que no se degrade ni requiera de mantenimiento posterior.
- Datos económicos y medioambientales: Tiempo de vida del material, facilidad de instalación, coste unitario, declaraciones ambientales del producto.

## Tipos de aislamientos térmicos (Los más populares)

### SATE (Sistema de Aislamiento Térmico por el Exterior)
El SATE, o Sistema de Aislamiento Térmico por el Exterior, es una técnica de aislamiento térmico que se aplica en la envolvente de los edificios para mejorar su eficiencia energética. Consiste en la colocación de un material aislante en la parte exterior de la estructura del edificio, sobre el cual se aplica un revestimiento protector. Este sistema proporciona una capa continua de aislamiento que evita la pérdida de calor en invierno y el ingreso de calor en verano, mejorando así el confort térmico interior y reduciendo el consumo de energía para calefacción y refrigeración.
Componentes del SATE:
1. Aislante térmico:
El corazón del SATE es el material aislante, que puede ser poliestireno expandido (EPS), lana mineral, poliestireno extruido (XPS) u otros materiales similares. Este aislante térmico es altamente eficiente para reducir la transferencia de calor a través de las paredes del edificio.
2. Adhesivo y anclajes:
El aislante se adhiere a la superficie de las paredes mediante un adhesivo especializado. Además, se utilizan anclajes mecánicos para fijar el aislante de manera segura y estable.
3. Revestimiento y acabado:
Una vez aplicado el aislamiento, se aplica un revestimiento protector que puede ser una mezcla de mortero, resinas o paneles decorativos. Este revestimiento no solo brinda protección contra las inclemencias climáticas, sino que también proporciona un acabado estético atractivo.

### Fachada ventilada
La fachada ventilada es un sistema constructivo que consiste en la instalación de una capa de aislamiento térmico en la parte exterior de un edificio, separada de la pared estructural por una cámara de aire. Sobre esta capa de aislamiento se fija un revestimiento exterior, que puede ser de diferentes materiales como cerámica, piedra, metal, entre otros. La cámara de aire actúa como un colchón térmico, permitiendo la circulación del aire y evitando la transferencia de calor hacia el interior del edificio. Este sistema proporciona un alto nivel de aislamiento térmico, así como también mejora la ventilación y la protección contra la humedad.

### Aislamiento térmico por insuflado
El aislamiento térmico por insuflado es un método utilizado para mejorar la eficiencia energética de un edificio mediante la inyección de material aislante en las cavidades existentes en las paredes, techos o suelos. Este material aislante, que puede ser fibra de vidrio, celulosa, poliuretano, entre otros, se introduce en las cavidades a través de pequeños orificios, llenando los espacios vacíos y creando una barrera térmica que reduce la pérdida de calor en invierno y el ingreso de calor en verano. El aislamiento térmico por insuflado es especialmente efectivo en edificios existentes, ya que no requiere grandes obras de remodelación y permite mejorar la eficiencia energética de manera rápida y económica.

### Trasdosado (Pladur)
El trasdosado con Pladur es una técnica de aislamiento térmico y acústico que consiste en la instalación de placas de yeso laminado (conocidas comúnmente como Pladur) en las paredes interiores de un edificio, sobre las cuales se coloca un material aislante. Este sistema proporciona una capa adicional de aislamiento térmico y acústico, mejorando el confort interior y reduciendo la transferencia de calor y sonido entre las diferentes estancias del edificio. El trasdosado con Pladur es una opción versátil y económica para mejorar la eficiencia energética de un edificio, ya que permite adaptarse a diferentes necesidades y requerimientos de aislamiento.

## Aislamiento y edificación
En el momento presente, dada la situación de la energía en el mundo, el ahorro de energía es una de las preocupaciones principales de cualquier país desarrollado. En España, el consumo de energía se distribuye entre un 25% para el sector industrial, un 39% en transportes y un 36% en agricultura, pesca, alimentación y sector doméstico. El sector doméstico supone un 17% de la energía total consumida, y de él un 68% corresponde a calefacción y Agua caliente sanitaria, lo que supuso 15.015 kTep en el año 2013, o lo que es lo mismo, 175 mil millones de kW.hora.
Un pequeño ahorro en este concepto supone una gran cantidad de energía. De ahí que el Plan Energético Nacional prevea y obligue a una serie de medidas de ahorro, de las cuales, la primera es el aislamiento térmico de los edificios. En este sentido, el Código Técnico de la Edificación, contiene el documento básico DB-HE1 en el que se recogen las condiciones y los métodos para limitar la demanda energética del edificio y con ella el consumo energético.
Para ello, la norma establece los valores límite que deben tener las transmitancias de cada cerramiento que forma la envolvente del edificio, en función de la zona climática en la que se asienta el edificio.
Por otra parte, las instalaciones de calefacción, climatización y ACS, están reguladas por el Reglamento de Instalaciones Térmicas en los Edificios (RITE), cuya instrucción técnica IT 1 en su apartado 1.2.4.2 sobre aislamiento térmico recoge las características que debe cumplir el aislamiento de tuberías, conductos y aparatos con fluidos calientes, en función de su temperatura, así como remite a la norma UNE-EN-ISO 12441 para el cálculo de los correspondientes espesores.